# さよならの今日に
「さよならの今日に」（さよならのきょうに）は、あいみょんの楽曲。2020年2月14日に1作目の配信限定シングルとして、ワーナーミュージック・ジャパン内のレーベル「unBORDE」からデジタルリリースされた。

## 概要
作詞・作曲はあいみょん。編曲は近藤隆志、立崎優介、田中ユウスケが共同で手掛けている。
ミュージック・ビデオは、2020年1月7日にショートサイズ、同年2月14日にフルサイズを公開。

## 認定と売上
|                                | 認定 (RIAJ) | 売上/再生回数      |
| ------------------------------ | ----------- | ------------------ |
| ダウンロード                   | 未公表      | 107,000 DL         |
| ストリーミング                 | シルバー    | 30,000,000* 回再生 |
| *認定のみに基づく売上/再生回数 |             |                    |

## タイアップ
- 日本テレビ系『news zero』エンディングテーマソング（2020年1月6日 - 2020年12月26日）[6][7]
- J SPORTS/アスミック・エース配給ドキュメンタリー映画『憧れを超えた侍たち 世界一への記録』主題歌（2023年6月公開）[8]